# Dysdera rugichelis
Dysdera rugichelis là một loài nhện trong họ Dysderidae.
Loài này thuộc chi Dysdera. Dysdera rugichelis được Eugène Simon miêu tả năm 1907.